# Вулиця Чепурного (Бровари)
Ву́лиця Чепурно́го — вулиця у місті Бровари Київської області.

## Опис
Вулиця має протяжність близько 200 метрів. Забудова — приватна садибна. Усього близько 20-ти садиб.

## Розміщення
Вулиця Чепурного розміщена у старій частині Броварів, на Оболоні. Починається від вулиці Юрія Шевельова, а закінчується тупиком у кварталі приватної садибної забудови. До вулиці не примикають (окрім як на початку) та її не перетинають інші вулиці.